# Manuel Robles Águila
Manuel Robles Águila (Monachil, 6 de marzo de 1959) es un deportista español que compitió en tenis de mesa adaptado. Ganó dos medallas de bronce en los Juegos Paralímpicos de Verano en los años 1992 y 2000.

## Palmarés internacional
| Juegos Paralímpicos | Juegos Paralímpicos | Juegos Paralímpicos | Juegos Paralímpicos |
| Año                 | Lugar               | Medalla             | Prueba              |
| ------------------- | ------------------- | ------------------- | ------------------- |
| 1992                | Barcelona (España)  | Medalla de bronce   | Individual 5        |
| 2000                | Sídney (Australia)  | Medalla de bronce   | Individual 5        |